# Адония
Адония (на иврит: אֲדֹנִיָּה‎) е израилски княз от X век пр. Хр.
Роден е в Хеврон като четвърти син на цар Давид. В последните години на Давид той е най-големият жив негов син и претендира за наследството на трона, но в резултат на дворцовата политика за наследник е обявен по-младият му полубрат Соломон. След смъртта на Давид той се опитва да се ожени за наложницата му Ависага, но новият цар Соломон възприема това като претенция към трона и го използва като повод да го убие.[3Цар. 2:13 – 25]